# Le Haut-Saint-Laurent
Le Haut-Saint-Laurent ist eine regionale Grafschaftsgemeinde (französisch municipalité régionale de comté, MRC) in der kanadischen Provinz Québec.
Sie liegt in der Verwaltungsregion Montérégie und besteht aus 13 untergeordneten Verwaltungseinheiten (eine Stadt, fünf Gemeinden, vier Kantonsgemeinden und drei Sprengel). Die MRC wurde am 1. Januar 1982 gegründet. Der Hauptort ist Huntingdon. Die Einwohnerzahl beträgt 22.454 (Stand: 2016) und die Fläche 1.173,51 km², was einer Bevölkerungsdichte von 19,1 Einwohnern je km² entspricht.

## Gliederung
Stadt (ville)
- Huntingdon

Gemeinde (municipalité)
- Elgin
- Franklin
- Howick
- Ormstown
- Saint-Chrysostome

Kantonsgemeinde (municipalité de canton)
- Dundee
- Godmanchester
- Havelock
- Hinchinbrooke

Sprengel (municipalité de paroisse)
- Saint-Anicet
- Sainte-Barbe
- Très-Saint-Sacrement

Auf dem Gebiet der MRC Le Haut-Saint-Laurent liegt auch das Indianerreservat Akwesasne, das jedoch autonom verwaltet wird und eine Enklave bildet.

## Angrenzende MRC und vergleichbare Gebiete
- Vaudreuil-Soulanges
- Beauharnois-Salaberry
- Les Jardins-de-Napierville
- Clinton County, New York, USA
- Franklin County, New York, USA
- Stormont, Dundas and Glengarry United Counties, Ontario